# 249530 Ericrice
249530 Ericrice è un asteroide della fascia principale. Scoperto nel 2010, presenta un'orbita caratterizzata da un semiasse maggiore pari a 2,3697551 UA e da un'eccentricità di 0,2334510, inclinata di 6,15907° rispetto all'eclittica.
L'asteroide è dedicato a Eric Rice.